# Lau Lauritzen (1910–1977)
Lau Lauritzen, född 26 juni 1910 i Vejle, Danmark, död 12 maj 1977, var en dansk regissör, manusförfattare och skådespelare. Han var son till regissören Lau Lauritzen och gift med skådespelaren Lisbeth Movin.

## Regi i urval
- 1938 – Julia jubilerar
- 1940 – Västkustens hjältar
- 1942 – Urspårad
- 1947 – När katten är borta
- 1947 – Familien Swedenhielm
- 1947 – Jag älskar dig, Karlsson!
- 1948 – Med livet som insats
- 1949 – Vi vill ha ett barn
- 1950 – Café Paradis
- 1953 – Farlig ungdom
- 1958 – Världens rikaste flicka
- 1967 – Min lillebror och jag

## Filmografi roller i urval
- 1938 – Julia jubilerar
- 1942 – Urspårad
- 1945 – Den röda jorden
- 1945 – Den osynliga armén
- 1947 – Karlsson på äventyr
- 1947 – Jag älskar dig, Karlsson!
- 1948 – Med livet som insats
- 1950 – Café Paradis
- 1956 – Taxa K 1640

## Filmmanus i urval
- 1930 – Hr. Tell og søn
- 1938 – Julia jubilerar
- 1940 – Västkustens hjältar
- 1957 – Danmarks konge

## Producent
- 1953 – Far till fyra
- 1961 – Far til fire med fuld musik